# Nejc Naraločnik
Nejc Naraločnik (Slovenj Gradec, 5 gennaio 1999) è uno sciatore alpino sloveno.

## Biografia
Specialista delle prove veloci attivo dal novembre del 2015, Naraločnik ha esordito in Coppa Europa il 12 dicembre 2018 a Sankt Moritz in supergigante, senza completare la prova, in Coppa del Mondo il 6 febbraio 2021 a Garmisch-Partenkirchen nella medesima specialità (48º), ai Campionati mondiali a Cortina d'Ampezzo 2021, dove si è classificato 17º nella combinata e non ha completato né la discesa libera né il supergigante, e ai Giochi olimpici invernali a Pechino 2022, dove si è piazzato 24º nel supergigante e non ha completato la discesa libera e la combinata. Il 22 dicembre 2022 ha conquistato a Sankt Moritz in discesa libera il primo podio in Coppa Europa (3º) e ai successivi Mondiali di Courchevel/Méribel 2023 è stato 31º sia nella discesa libera sia nel supergigante e non ha completato la combinata, mentre a quelli di Saalbach-Hinterglemm 2025 si è classificato 33º nella discesa libera, 14º nel supergigante e 18º nella combinata a squadre.

## Palmarès

### Coppa del Mondo
- Miglior piazzamento in classifica generale: 86º nel 2025

### Coppa Europa
- Miglior piazzamento in classifica generale: 21º nel 2023
- 4 podi:
  - 2 secondi posti
  - 2 terzi posti

### South American Cup
- Miglior piazzamento in classifica generale: 20º nel 2024
- 1 podio:
  - 1 vittoria

#### South American Cup - vittorie
| Data           | Località | Paese | Specialità |
| -------------- | -------- | ----- | ---------- |
| 31 agosto 2023 | La Parva | Cile  | DH         |

Legenda:

DH = discesa libera

### Campionati sloveni
- 7 medaglie:
  - 2 ori (discesa libera, slalom parallelo nel 2021)
  - 5 bronzi (discesa libera nel 2018; discesa libera, combinata nel 2019; discesa libera nel 2022; discesa libera nel 2023)